# Sreemangal Upazila
Sreemangal es una upazila del distrito de Maulvi Bazar, en la división de Sylhet (Bangladés). Según el censo de 2011, tiene una población de 318,025 habitantes.

## Geografía
Limita al norte con la upazila de Maulvibazar Sadar; al sur con el Estado de Tripura (India); al este con la upazila de Kamalganj, y al oeste con las upazilas de Chunarughat, Nabiganj y Bahubal.